# Curt Haagers 13
Curt Haagers 13, även kallat Något jag önskat, är ett studioalbum från 1997 av det svenska dansbandet Curt Haagers. En del låtar är på engelska.

## Låtlista
1. Skriv ett brev - (text och musik av Patrik Ahlm och Maritha Höglund)
2. Något jag önskat - (text och musik av Bert Månsson)
3. Fina Stina - (text och musik av Rune Wallebom)
4. När jag blundar - (text och musik av Peter Bergqvist och Hans Backström)
5. Ett litet bord för två - (text och musik av Mikael Wendt och Christer Lundh)
6. Regniga natt - (text och musik av Harald Pettersén och Thor Norås)
7. Du tog mitt hjärta - (text och musik av Peter Bergqvist och Hans Backström)
8. Tweedle Dee - (text och musik av Winfield Scott och Lasse Sahlin)
9. Everybody Loves Somebody - (text och musik av Ken Lane och Irving Taylor)
10. Kommer hem - (text och musik av Jörgen Andersson och Lennart Dahlberg)
11. My Bonnie - (traditionell)
12. En sommardröm i vitt - (text och musik av Rolf Arland och Bengt Sten)
13. Sanna mina ord - (text och musik av Thomas G:son)
14. När vindarna vänder om - (text och musik av Tommy Gunnarsson och Elisabeth Lord)

### Fotnoter
1. ↑  ”Danswebb”. Arkiverad från originalet den 25 maj 2012. http://archive.is/2012.05.25-182935/http://www.dans-web.nu/skivor/index.php?pid=view&ref_cd=367. Läst 9 juni 2011.